# 藏语方言
藏语方言（Tibetan dialects 或 Tibetan languages）是现代藏语多种口头形式的统称，组成藏缅语族的一個支系。
藏语方言的分类有多种方案。藏语方言之间差别较大，三大方言两两不能互通，可以算作独立的语言。民族语在藏语之下列出五十多种语言。
卫藏方言、康方言和安多方言使用人数最多，被称为藏语三大方言。
根据图尔纳德（Tournadre） (2014) 的说法，藏语有50种语言，分为200多种方言，或可分为多个方言连续体。

## 分类
北部和东部的语言差异较大，可能是由于与羌语、嘉绒语的语言接触所致。卡龙藏语的差异也可能是由于语言的转变。此外，白马语保留了明显的羌语底层，并多次借用了安多、康和中谷的语言，但并不属于任何已建立的藏语支。

### 图尔纳德与铃木博之（2023）
图尔纳德（Tournadre）和铃木博之（2023）确认了8个地理区域，每个区域约有7-14组藏语方言。此分类是对图尔纳德 （2014）的修订。
- 藏语 Tibetic
  - 东南区（14组）：（康方言）
    - 那曲方言群（Nagchu） （传统上称为霍尔方言 Hor dialects）
    - 党钦/巴钦方言群（Drachen/Bachen）
    - 结古方言群（Kyegu）
    - 边坝方言群（Pämbar）
    - 琼波方言群（Khyungpo）
    - 丹巴方言群（Rongdrak）
    - 木雅热岗方言群（Minyak Rabgang）
    - ‘北路’方言：昌都方言（Chab-mdo）、德格方言（sde-dge）、甘孜方言（dkar-mdzes）
    - ‘南路’方言：芒康方言群（Markham]），巴塘方言群（Batang），理塘方言群（Litang）
    - 察隅方言群（Dzayül）
    - 得荣德钦方言群（Derong-nJol）
    - 乡城方言群（Chagthreng）
    - 崩波岗方言群（Pomborgang）
    - 香格里拉方言群（Semkyi Nyida）

  - 东区（11组）：
    - 卓尼语（Choni\Čone）
    - 上迭部语（Thewo-tö）
    - 下迭部语（Thewo-mä）
    - 舟曲藏语（Drugchu）
    - 巴西藏语（Palkyi\Pashi）
    - 九寨沟藏语（Khöpokhok）
    - 夏尔沟藏语（Sharkhok）
    - 牟尼沟藏语（Thromjekhok）
    - 热务藏语（Zhongu）
    - 黑河藏语Throchu
    - 白马语（Baima）

  - 东北区（14组）：（安多方言）
    - 青海湖方言（Tsho Ngönpo、Kokonor）
    - 宗卡方言（Tsongkha）
    - 拉卜楞-热贡方言（Labrang-Rebgong）
    - 鲁朗方言（Rwanak、Banak）牧民群体
    - 阿坝方言（Ngawa）
    - 阿里克方言（Arik）
    - 华锐方言（Hwari、帕里 Pari）
    - 美哇方言（Mewa）牧民群体（定居在康区）
    - 哇殊方言（Washül）牧民群体（迁入康区）
    - 格卡方言（Gorkä） (分歧)
    - 嘉绒-夏尔-安多方言（Gyälrongo-spheric Amdo） (分歧)
    - 东纳-马蹄方言（Dungnak-rTarmnyik）（位于甘肃西部裕固语附近）（分歧）

  - 中区（8组）：
    - 乌方言（Ü）卫藏方言
    - 斯方言（Tsang）后藏方言
    - 彭波方言（Phänpo）
    - 朵方言（Tö）牧民方言 (Drogpä Tö-kä)
    - 东部朵方言（Eastern Tö）农民方言（Sharchok Rongpä Tö-kä）
    - 西部朵方言（Western Tö）农民方言（Nubchok Rongpä Tö-kä）
    - 工布方言（Kongpo）
    - 山南方言（Lhokha）

  - 南区（7组）：
    - 宗喀语（Dzongkha）
    - 洛克语（Lhoke）（锡金语）
    - 乔孔卡语（Choča-ngača、Tsamang-Tsakhaling）
    - 布罗克帕语（Brokpa）（梅拉萨克腾 Mera Sakteng 牧民方言）
    - 杜尔语（Dur）牧民方言
    - 拉卡语（Lakha）或萨普克语（Säphuk）牧民方言
    - 卓木语（Dromo）

  - 西南区（9组）：
    - 胡姆拉語（Humla）、利米荣语（Limirong）
    - 卡玛隆语（Karmarong）、穆古語(Mugu)
    - 多尔波語（Dölpo）和蒂楚荣語（Tichyurong）
    - 咯卡-木斯唐语（Lo-Mönthang），咯卡语（Lokä）/木斯唐语（Mustang）
    - 吉隆话（Kyirong）-尤勒姆语（Yolmo）
    - 几热尔语（Jirel）
    - 夏尔巴语(Sherpa）
    - 洛米藏語（Lhomi）
    - 戈拉语（Gola）

  - 西区（8组）：
    - 斯皮提语（Spiti）
    - 库努-托特语（Khunu-Töt）
    - 加尔扎语（Garzha）
    - 旁吉语（Pangi)
    - 帕尔达语（Paldar)
    - 德巴克將巴方言（Durbuk Jangpa)
    - 尼玛將巴方言（Nyoma Jangpa）
    - 甲當（扎塘）方言（Jadang/Dzathang)

  - 西北区（7组）：
    - 巴尔蒂语（Balti）
    - 普里吉语（Purik）
    - 努布拉语（Nubra]]
    - 沙姆语（Sham)
    - 列城语（Leh）（拉达克语 Ladakhi、拉达克中部 Central Ladakh）
    - 藏斯卡语（Zanhar)
    - 卡鲁语（Kharu)

### 图尔纳德（2014）
图尔纳德（Tournadre）(2014)将藏语划分为八个地理语言连续体，包括50种语言和200多种方言。这是他2008年著作的更新版本。东部和东南部分支的内部互通性较低，但西北分支以及某些南部和北部康方言之间的互通性更为有限。这些连续体分布在五个国家，只有一个例外，即缅甸克钦邦的康方言尚丹语（Sangdam）。
- 藏语 Tibetic
  - 西北：拉达克语（Ladakhi），藏斯卡语（Zangskari），巴尔蒂语（Balti），普里吉语（Burig）
  - 西部：斯皮提语（Spiti），加尔扎语（Garzha），库努语（Khunu），贾德语（Jad）
  - 中部：卫藏语（Dbus），后藏语（Tsang），彭波藏语（Phenpo），山南藏语（Lhokha），朵藏语（Tö），工布藏语（Kongpo） (与工布藏语一起的巴松语（Basum）)
  - 西南：夏尔巴语(Sherpa）、几热尔语（Jirel）；中尼边境的其他语言/方言：胡姆拉語（Humla），穆古語（Mugom），多尔波語（Dolpo），咯克語（Lo-ke），努布里语（Nubri），楚姆语（Tsum），朗塘语（Langtang），吉隆话（Kyirong），尤勒姆语（Yolmo），嘉松多语（Gyalsumdo），卡噶特语（Kagate），洛米語（Lhomi），瓦隆格语（Walungge）, 托佩戈拉语（Tokpe Gola）.
  - 南部：宗喀语（Dzongkha），锡金语（Sikkimese），乔孔卡语（Chocangaca），卓木语（Groma），布罗卡特语（Brokkat），梅拉萨克腾布罗克帕语（Mera Sakteng Brokpa-ke）
  - 东南：霍尔那曲语（Hor Nagchu），霍尔巴钦语（Hor Bachen），玉树藏语（Yushu），边坝藏语（Pembar），丹巴藏语（Rongdrak），木雅藏语（Minyak），察隅藏语（Dzayul），得荣德钦藏语（Derong-Jol），乡城藏语（Chaktreng），木里-稻城藏语（Muli-Dappa）,香格里拉藏语（Semkyi Nyida）
    - '北路'方言：昌都方言（Chamdo），德格方言（Derge）， 甘孜方言（Kandze）
    - '南路'方言：芒康方言（Markham），巴塘方言（Bathang），理塘方言（Lithang）

  - 东部：舟曲藏语（Drugchu）,九寨沟藏语（Khöpokhok）,迭部-卓尼语（Thewo-Chone）白马语（Baima），夏尔沟藏语（Sharkhok），巴西藏语（Palkyi\Pashi，四种方言包括Baxi, Axirong, Qiuji (Chos-rjes), Baozuo），热务藏语（Zhongu）
  - 东北
    - 安多藏语（Amdo）
    - 色尔坝-卡龙藏语（Gser-Rdo）：[5] 卡龙藏语（Rdoskad），色尔坝藏语（Gserskad）

### 图尔纳德（2005, 2008）
图尔纳德（Tournadre） (2005)对藏语进行如下分类：
- 藏语 Tibetic
  - 中部藏语（Central Tibetan）
    - 标准藏语的基础，包括各种尼泊尔的方言变体

  - 康藏语（Khams）
  - 安多藏语（Amdo）
  - 宗喀–洛卡语群（Dzongkha–Lhokä）
    - 宗喀语（Dzongkha）、锡金语（Sikkimese）, 拉卡语（Lakha）、纳帕语（Naapa）, 乔孔卡语（Chocangaca），布罗卡特语（Brokkat）、布罗克帕语（Brokpa）以及可能的卓木语（Groma）

  - 拉达克-巴尔蒂语群（Ladakhi–Balti）
    - 拉达克语（Ladakhi）、普里吉语（Burig）、藏斯卡语（Zangskari）、巴尔蒂语（Balti）

  - 拉胡尔-斯皮提语群（Lahuli–Spiti）
  - 吉隆-卡噶特语群（Kyirong–Kagate）
  - 夏尔巴–几热尔语群（Sherpa–Jirel）
    - 夏尔巴语(Sherpa）、几热尔语（Jirel）

### Bradley（1997）
根据布拉德利（Bradley），这些语言聚类如下（方言信息来自伯尔尼大学的藏语方言项目）：
- 藏语 Tibetic
  - 西部古藏语（Western Archaic Tibetan）（无声调）,包括拉达克语（Ladakhi）, 巴尔蒂语（Balti）、布里格语（Burig）
  - 安多藏语（Amdo Tibetan） 包括卓尼语（迭部-卓尼 Thewo-Chone）（无声调）
  - 康藏语（Khams Tibetan）（声调）
  - 西部创新藏语（Western Innovative Tibetan）（拉胡利-斯皮提 Lahuli–Spiti）（略带声调）
    - 上拉达克和藏斯卡方言、西北印度边境地区（拉豪爾和斯皮提縣以及北阿坎德邦）以及札达县（西藏最西部）的方言

  - 中部藏语（Central Tibetan）（略带声调）
    - 西藏西部阿里地区、尼泊尔北部边境地区的大部分方言、日喀则地区的藏语方言以及卫藏方言（山南、拉萨等）是标准藏语的基础。

  - 北部藏语（Northern Tibetan）（略带声调）
    - 西藏中北部那曲地区改则方言和青海南部囊谦方言（图尔纳德 Tournadre 认为是康方言）

  - 南部藏语（Southern Tibetan）（略带声调）
    - 藏南春丕谷的卓木语、夏尔巴语和几热尔语，以及锡金语和不丹的各种语言：

宗喀语（Dzongkha）、布罗卡特语（Brokkat）、布罗克帕语（Brokpa）、乔孔卡语（Chocangaca）、拉卡语（Lakha）、拉雅方言（Laya dialect）、鲁那那方言（Lunana dialect）。

### 西義郎（1987）
西義郎(1987)把藏语方言分成六大类，各方言名称表
- 中部方言（Central Dialects，卫藏方言 dBus-gTsang）
  1. 噶尔方言（sGar）（西藏阿里地区）
  2. 日土方言（Ru-thog）（西藏阿里地区）
  3. 普兰方言（sPu-hreng）（西藏阿里地区）
  4. 扎达方言（rTsa-mdav）（西藏阿里地区）
  5. 革吉方言（dGe-rgyas）（西藏阿里地区）
  6. 错勤方言（mTsho-chen）（西藏阿里地区）
  7. 江孜方言（rGyak-rtse）（西藏日喀则地区）
  8. 日喀则方言（gZhis-ka-rtse）（西藏日喀则地区）
  9. 定日方言（Ding-ri）（西藏日喀则地区）
  10. 拉萨方言（hLa-sa）（西藏拉萨城关区）
  11. 澎波方言（vPhan-po）（西藏拉萨地区）
  12. 曲水方言（Chu-shur）（西藏拉萨地区）
  13. 浪卡子方言（sNa-dkar-rtse）（西藏山南地区）
  14. 泽当方言（rTse-thang）（西藏山南地区）
  15. 隆子方言（hLun-rtse）（西藏山南地区）
  16. 洛方言（gLo）（西尼泊尔）
  17. 巴拉噶温方言（Baragaun）（西尼泊尔）
  18. 吉萨方言（sKyid-grong）（西藏山南地区）
  19. 卡噶特／修巴方言（Ksgate）（东尼泊尔）
  20. 几热尔方言（Jirel）（东尼泊尔）
  21. 夏尔巴方言（Sharpa／Sherpa）（东尼泊尔和中国西藏的山南地区）
  22. 落米方言（hLo-mi）（东尼泊尔）
- 西部老方言（Western Archaic Dialects）
  1. 巴尔蒂方言（sBal-ti：Bslti）（巴基斯坦北部）
  2. 普里吉方言（Bu-rig:Purik/Purki）（印度西北部）
  3. 拉达克方言（La-dwags:L d ks/Ladaki）（同上）
- 西部新方言（Western Innovative Diakects）流行于海外藏人社区
  1. 拉霍尔方言（Lahul）（印度西北部）
  2. 斯比提方言（Spiti）（印度西北部）
  3. 亚玛方言（mNyam）（印度西北部）？
  4. 噶瓦尔方言（Garhwal）（印度西北部）？
  5. 嘉德方言（Jad）（印度西北部）？
- 南部方言（Southern Dialects）
  1. 卓木方言／亚东方言（Gro-mo）（西藏日喀则地区）
  2. 锡金／德迥方言（Sikhimese）（东北印度：旧锡金）
  3. 宗喀／不丹方言（Bhutan）（不丹）
- 康方言（Khams Dialects）
  1. 卓尼方言（Co-ne）
  2. 舟曲方言（Vbrug-chu）
  3. 治多方言（vBri-stod）（青海玉树藏族自治州）
  4. 称多方言（Khri-vdu）（青海玉树藏族自治州）
  5. 结古方言（sKye-rgu-mdo）（青海玉树藏族自治州）
  6. 囊谦方言（(Nang-chen）（青海玉树藏族自治州）
  7. 那曲方言（Nag一chu）（西藏那曲地区）
  8. 改则方言（rGer：-rtse）（西藏阿里地区）
  9. 昌都方言（Chab-mdo）（西藏昌都地区）
  10. 察雅方言（Brag-yab）（西藏昌都地区）
  11. 德格方言（sDe－dge）（四川的甘孜藏族自治州）
  12. 甘孜方言（dKar-mdzes）（四川的甘孜藏族自治州）
  13. 巴塘方言（vBav-thang）（四川的甘孜藏族自治州）
  14. 雅曲卡方言（Nyag-chu-kha）（四川雅江）
  15. 木雅方言（四川雅江）
  16. 乡城方言（Phyag-phreng）（四川雅江）
  17. 得荣方言（sDe-rong）（四川雅江）
  18. 迪庆方言（bDe-chen）（云南的迪庆藏族自治州）
  19. 中甸方言（rGyal-thang）（云南的迪庆藏族自治州）
  20. 林芝方言（Nying-khri）（西藏林芝地区）
- 安多方言（Amdo Dialects）
  1. 天祝方言（甘肃武威地区天祝藏族自治县）
  2. 拉卜愣方言（bLa-brang）（甘肃甘南藏族自治州）
  3. 碌曲方言（Klu-chu）（甘肃甘南藏族自治州）
  4. 码曲方言（rMa-chu）（甘肃甘南藏族自治州）
  5. 安多夏尔巴方言（A-mdo shay-pa：Amdo Sherpa）（甘肃甘南藏族自治州）
  6. 阿力克方言（A-rig）（青海省海北藏族自治州）
  7. 刚察方言（rKang-tsha）（青海省海北藏族自治州）
  8. 天峻方言（青海省海西蒙古族藏族哈萨克族自治州）
  9. 湟中方言（青海省海东地区）
  10. 乐都方言（青海省海东地区）
  11. 化隆方言（青海省海东地区化隆回族自治县）
  12. 循化方言（青海省海东地区循化撒拉族自治县）
  13. 共和方言（青海省海南藏族自治州）
  14. 贵南方言（青海省海南藏族自治州）
  15. 同德方言（青海省海南藏族自治州）
  16. 尖扎方言（Gcen-tsho）（青海省黄南藏族自治州）
  17. 同仁方言（青海省海南藏族自治州）
  18. 泽库方言（rTse-khog）（青海省海南藏族自治州）
  19. 甘德方言（bsKal-ldan）（青海省果洛藏族自治州）
  20. 久治方言（Gcig-sgril）（青海省果洛藏族自治州）
  21. 若尔盖方言（mDzo-dge）（四川的阿坝藏族自治州）
  22. 道浮方言（rTa-vu）四川的甘孜藏族自治州）
  23. 炉霍方言（Brag-vgo）（四川的甘孜藏族自治州）

### 瞿霭堂、谭克让（1981）
瞿霭堂、谭克让（1981）将中国国内的藏语方言分类如下：
- 卫藏方言，分布在除西藏的昌都地区、那曲地区、林芝地区的林芝县、阿里地区的一部分以外的大部分地区。
  - 前藏方言（例如）拉萨方言
  - 后藏方言（例如）日喀则方言
  - 阿里方言（例如）噶尔方言
  - 瞿霭堂、谭克让（1983）认为，阿里方言中的噶尔、日土、普兰、扎达四个方言属于前藏方言，革吉、措勤两个方言属于后藏方言，改则县的方言则属于康方言。
- 康方言，主要分布在西藏的昌都地区、那曲地区、林芝地区的林芝县、阿里地区的一部分、四川的甘孜藏族自治州、云南的迪庆藏族自治州、青海的玉树藏族自治州。
  - 德格方言（四川的甘孜藏族自治州）（例如）昌都方言、甘孜方言
  - 玉树藏语（例如）结古方言
  - 云南藏语（例如）中甸方言（云南的迪庆藏族自治州）
  - 乡城方言（四川的甘孜藏族自治州）
  - 黑河方言（那曲方言）（例如）改则方言
  - 卓尼方言（甘肃甘南藏族自治州）
  - 舟曲方言（甘肃甘南藏族自治州）
  - 另外格桑居冕（1985）将康方言分为南路方言群、北路方言群、中路方言群、游牧地区方言群，这个方言群与瞿霭堂和金鹏的下位方言群的关系不明确。
- 安多方言，主要分布在甘肃省和青海省的各藏族自治州和自治县、青海省海北地区的化隆回族自治县和循化撒拉族自治县的部分地区、四川的阿坝藏族自治州的部分地区。
  - 游牧地区的方言（例如）阿力克方言（青海省海北藏族自治州）、沢库方言（青海省黄南藏族目治州）
  - 农业地区的方言（例如）化隆方言、乐都方言（青海省海东地区）、循化方言
  - 半农半牧地区的方言（例如）夏河方言（甘肃甘南藏族自治州）
  - 道浮方言、炉霍方言（四川的甘孜藏族自治州）

## 延伸阅读
- Denwood, Philip. . Bielmeier, Roland; Haller, Felix  (编). . Walter de Gruyter. 2007: 47–70. ISBN 978-3-11-019828-7.
- Dpal ldan bkra shis.  (PDF). Asian Highland Perspectives. 2016, 43. ISSN 1925-6329. LCCN 2008944256. （原始内容 (PDF)存档于2016-06-28）.
- van Driem, George. . Brill. 2001. ISBN 9004103902.